# Флаг Труновского муниципального округа
Флаг Труновского муниципального округа Ставропольского края Российской Федерации — опознавательно-правовой знак, составленный и употребляемый в соответствии с правилами геральдики, служащий одним из официальных символов муниципального образования.
Первоначально был утверждён 26 декабря 2006 года как флаг Труновского муниципального района и 22 февраля 2007 года внесён в Государственный геральдический регистр Российской Федерации с присвоением регистрационного номера 2828.
Переутверждён 16 февраля 2021 года как флаг Труновского муниципального округа.

## Описание
Флаг представляет собой прямоугольное полотнище с отношением ширины к длине 2:3, состоящее из двух горизонтальных полос жёлтого [цвета] (вверху) и сине(у древка в 1/2 ширины флага)-красной. Стороны переходят друг в друга прямоугольными (сообразно полотнищу) зубцами: синяя в жёлтую тремя, жёлтая в синюю тремя полными и одним (по центру полотнища) половин[ным], красная в жёлтую тремя, жёлтая в красную тремя полными и одним (по центру полотнища) половинным, минимальная ширина жёлтой полосы 1/8, максимальная — 1/4 ширины полотнища. В центре жёлтой полосы обращённый от древка красный колос. В центре сине-красной полосы две белые остриями вверх казачьи пики накрест, под ними белая слеза (капля).— Решение Совета Труновского муниципального округа от 16 февраля 2021 г. № 8

## Обоснование символики
В XVIII веке по территории, впоследствии отошедшей к Труновскому муниципальному округу, проходила Азово-Моздокская укреплённая линия, на месте одной из крепостей которой позднее было образовано село Донское — ныне административный центр округа.
Сине-красная полоса на полотнище флага символизирует объединение Донской, Кубанской и Терской казачьих областей, а также цвета этих войск. Жёлтая стенозубчатая полоса олицетворяет крепость как составную часть Азово-Моздокской оборонительной линии.
Две скрещённые белые казачьи пики символизируют казачьи корни основного населения. Традиционный геральдический символ влаги, жидкости — белая слеза (капля), обозначает развитую сеть мелиоративных сооружений на территории округа. Красный колос, белая капля, а также жёлтая полоса своим цветом отражают аграрно-хозяйственную специфику муниципального образования.

## История
Работа над созданием официальной символики Труновского муниципального района началась в сентябре 2006 года. Для участия в ней был приглашён ставропольский художник-геральдист Сергей Евгеньевич Майоров, который разработал проекты герба и флага района. Композиция флага повторяла композицию герба и несла в себе аналогичный смысл:

Полотнище разделено по вертикали на синюю и красную части, что символизирует географическое положение района на границе области Войска Донского и Азово-Моздокской оборонительной линии (терских казаков), на фоне этих частей изображены две пики — традиционное казачье оружие — и белая капля (слеза). Скрещённые пики символизируют также, что в Труновском районе донские и терские казаки «держат границу на замке». Капля символизирует Правоегорлыкский канал с его мелиоративной сетью. В верхней части полотнища зубчатая жёлтая полоса, на которой красный колос. Полоса символизирует военную историю крепости, её шесть зубцов — шесть муниципальных образований внутри района.— По материалам книги Н. А. Охонько «Символы малой Родины»
26 декабря 2006 года районный совет утвердил разработанные Майоровым герб и флаг в качестве официальных символов Труновского муниципального района.
22 февраля 2007 года, после положительного заключения Геральдического совета при Президенте РФ, флаг района был зарегистрирован в Государственном геральдическом регистре под номером 2828. По информации на сайте Vexillographia.ru, флаг при внесении в регистр несколько изменили, добавив в верхнюю часть полотнища второй колос.
28 августа 2007 года положения о районной символике окончательно утверждены в новой редакции. Согласно им, в главе гербового щита и верхней части полотнища флага был изображён только один колос. Описание флага в частности гласило:

Флаг Труновского муниципального района представляет собой прямоугольное полотнище с отношением ширины к длине 2:3, состоящее из двух горизонтальных полос жёлтого (вверху) и сине(у древка в 1/2 ширины флага)-красной. Стороны переходят друг в друга прямоугольными (сообразно полотнищу) зубцами: синяя в жёлтую тремя, жёлтая в синюю тремя полными и одним (по центру полотнища) половинами, красная в жёлтую тремя, жёлтая в красную тремя полными и одним (по центру полотнища) половинным, минимальная ширина жёлтой полосы 1/8, максимальная — 1/4 ширины полотнища. В центре жёлтой полосы обращённый от древка красный колос. В центре сине-красной полосы две белые остриями вверх казачьи пики накрест, под ними белая слеза (капля).— Решение Совета Труновского муниципального района от 28 августа 2007 г. № 33
27 марта 2008 года в Ставропольском государственном краеведческом музее ведущему специалисту районной администрации А. В. Сафатову были вручены свидетельства о регистрации в Государственном геральдическом регистре герба и флага района.
16 марта 2020 года все муниципальные образования Труновского района были объединены в Труновский муниципальный округ.
Решением Совета Труновского муниципального округа от 16 февраля 2021 года № 8 округ определён правопреемником герба и флага Труновского муниципального района.